# Aziz Dheri
Aziz Dheri est le site archéologique d'un tumulus bouddhiste situé dans le district de Swabi, dans la province de Khyber Pakhtunkhwa, au Pakistan,.